# Ras el-hanout

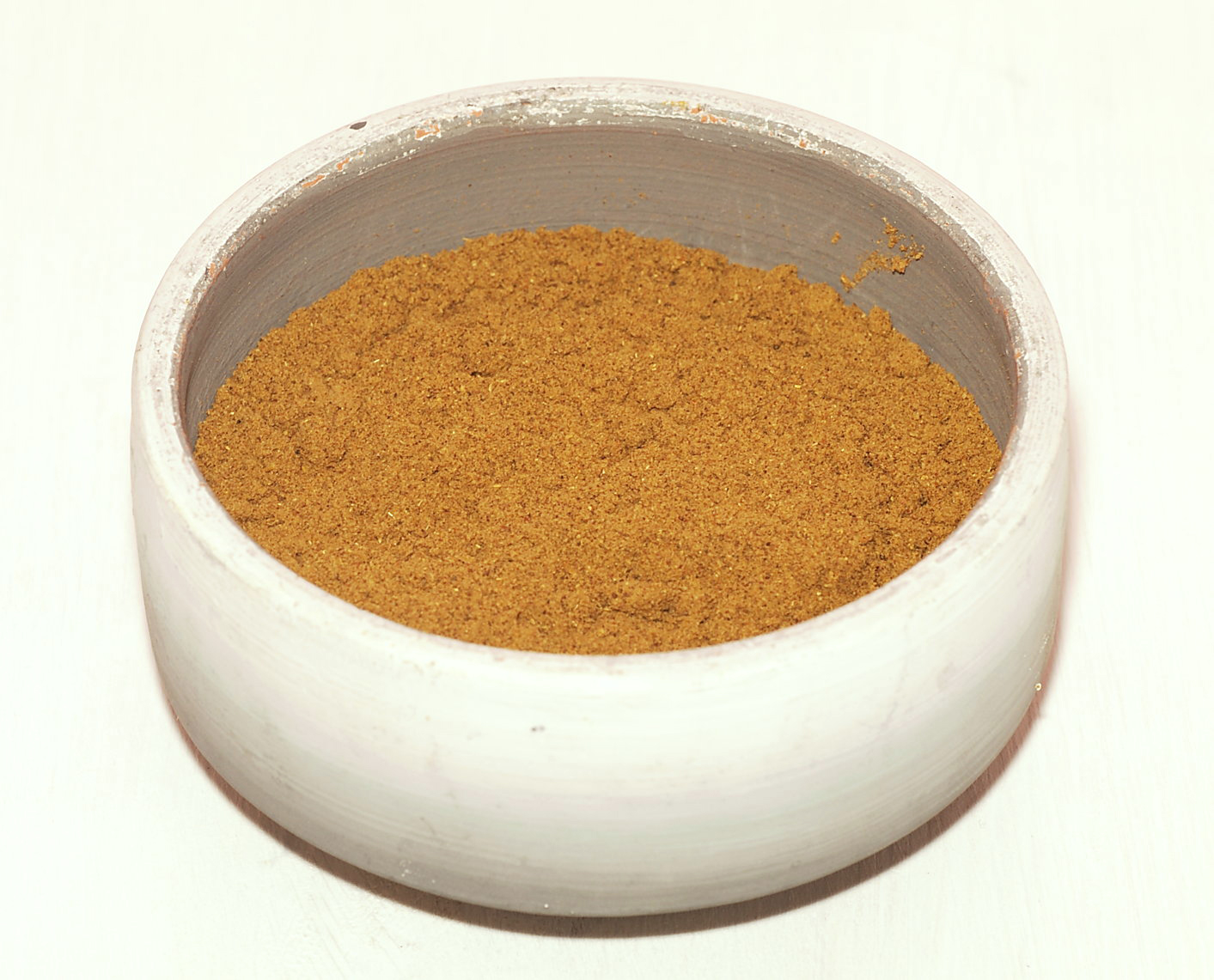
Ras el-hanout.

Le ras el-hanout (arabe : رأس الحانوت), parfois orthographié raz-el-hanout, littéralement « tête de l'épicerie », est un mélange d'épices et d'herbes aromatiques du Maghreb utilisé dans la cuisine maghrébine, présent dans les cuisines du Maroc, d'Algérie, de Tunisie et de Libye. On le trouve en vente chez les marchands d'épices, dans tous les souks, soit moulu, soit à l'état brut. Son prix varie du simple au décuple selon les ingrédients employés. On le nomme parfois curry maghrébin.
Le ras el-hanout est, entre autres, utilisé dans la préparation des tajines (dont la chtitha et la mrouzia), de la chorba, la Rfissa, etc.

## Étymologie
L’appellation « ras el-hanout » (en arabe maghrébin : ras lḥanut) est issue de deux mots arabes : ras, signifiant littéralement « tête » et ḥanut , signifiant « épicerie ». L'article défini arabe el, entre les deux mots, équivaut à l'article défini français « le » et, dans ce contexte, à l'article partitif « de / du / de la ». Le nom ras el-hanout signifie donc littéralement « tête de l'épicerie », soit « le meilleur de la boutique » ou encore « tête de gondole, ».

## Histoire
On ne connaît pour l'instant pas l'origine précise du ras el hanout.
Le ras el hanout du Maghreb est parfois comparé au baharat du Moyen-Orient ou au curry et garam masala du sous-continent indien.

## Composition
Il n'existe pas de recette unique pour la préparation du ras el-hanout, comme il n'existe aucune appellation d'origine contrôlée pour la fabrication et la commercialisation de ce produit. Les appellations ras el-hanout marocain, algérien ou tunisien sont erronées et ne sont utilisées qu'à des fins de publicité commerciale. En réalité, la composition varie d'une région à une autre à l'intérieur même de chacun des pays maghrébins, en fonction des conditions géographiques, agraires et les us et coutumes de chaque région.
Les différences gustatives entre les divers ras el-hanout résident donc à la fois dans la composition et le dosage de chaque épice. Si les mélanges varient, certaines épices sont incontournables : la cannelle, le gingembre, la coriandre, le cumin, la noix de muscade, le poivre noir et le curcuma.

### Exemple d'une composition (liste courte)[réf.nécessaire]
La liste qui suit représente la recette courante. Toutes les épices, principalement des graines et des rhizomes, sont lavées, séchées et moulues : 
- cardamome
- coriandre
- noix de muscade
- quatre-épices
- cannelle
- poivre long
- clou de girofle
- curcuma
- gingembre
- lavande
- boutons de rose
- carvi
- cumin
- graines de fenouil
- anis vert
- cubèbe
- racines de pariétaire

Parmi les autres épices et légumes utilisées (outre le sel) on trouve :
- ail séché
- piment rouge séché
- menthe séchée
- tomates séchées

### Exemple d'une composition (liste longue)[réf.nécessaire]
La recette traditionnelle du ras el-hanout au Maroc varie entre 24 et 27 ingrédients (formule la plus courante) et peut aller jusqu'à plus de 40.
- Cardamome
- Macis
- Galanga
- Maniguette
- Noix de muscade
- Quatre-épices
- Cantharide
- Cannelle
- Cypéracée
- Poivre long
- Poivre noir
- Poivre des moines
- Cubèbe
- Clou de girofle
- Curcuma
- Gingembre ordinaire (Zingiber officinale)
- Gingembre blanc (Hedychium coronarium)
- Iris
- Lavande
- Boutons de rose
- Fruit du frêne
- Baies de belladone
- Nigelle
- « Gouza el asnab » : boules de graines cultivées, agglomérées
- Fruit d'une asclépiadacée : hil et abachi

Parmi les autres épices et aromates utilisés (outre le sel), on trouve :
- coriandre
- curcuma blanc
- mastic
- menthol
- bouton de casse
- réglisse
- fenouil
- fenugrec
- romarin